# Adalberto Peñaranda
Adalberto Peñaranda Maestre, né le 31 mai 1997 à Alberto Adriani, est un footballeur international vénézuélien. Il évolue au poste d'attaquant au Atlético Bucaramanga 

## Carrière

### En club
En février 2016, Adalberto Peñaranda rejoint pour quatre ans et demi le Watford FC avant d'être prêté pour la fin de la saison 2015-2016 au Granada CF. À l'été 2016, il est prêté à l'Udinese Calcio. Le prêt est rompu au mercato hivernal et Peñaranda s'engage pour six mois avec Málaga.

### En sélection
Avec les moins de 20 ans, il participe au championnat sud-américain des moins de 20 ans en 2015 (en). Lors de cette compétition, il joue trois matchs : contre le Chili, la Colombie, et l'Uruguay.
Il honore sa première sélection en équipe nationale le 24 mars 2016, lors d'un match contre le Pérou.

## Palmarès
CSKA Sofia
- Coupe de Bulgarie (1) :
  - Vainqueur en 2020-21

## Statistiques
| Saison                | Club                  | Championnat           | Championnat | Championnat | Coupe(s) nationale(s) | Coupe(s) nationale(s) | Compétition(s) continentale(s) | Compétition(s) continentale(s) | Compétition(s) continentale(s) | Venezuela | Venezuela | Total | Total |
| Saison                | Club                  | Division              | M.          | B.          | M.                    | B.                    | Comp.                          | M.                             | B.                             | M.        | B.        | M.    | B.    |
| 2013-2014             | Deportivo La Guaira   | Primera División      | 18          | 1           | 4                     | 0                     | -                              | -                              | -                              | -         | -         | 22    | 1     |
| 2014-2015             | Deportivo La Guaira   | Primera División      | 19          | 3           | 1                     | 0                     | CS                             | 2                              | 0                              | -         | -         | 22    | 3     |
| Sous-total            | Sous-total            | Sous-total            | 37          | 4           | 5                     | 0                     | -                              | 2                              | 0                              | -         | -         | 44    | 4     |
| 2015-2016             | Granada CF (prêt)     | Liga BBVA             | 23          | 5           | 4                     | 0                     | -                              | -                              | -                              | 6         | 0         | 33    | 5     |
| 2016-2017             | Udinese Calcio (prêt) | Serie A               | 6           | 0           | 1                     | 0                     | -                              | -                              | -                              | 5         | 0         | 12    | 0     |
| 2016-2017             | Málaga CF (prêt)      | LaLiga                | 3           | 0           | -                     | -                     | -                              | -                              | -                              | 1         | 0         | 4     | 0     |
| Sous-total            | Sous-total            | Sous-total            | 32          | 5           | 5                     | 0                     | -                              | -                              | -                              | 12        | 0         | 49    | 5     |
| Total sur la carrière | Total sur la carrière | Total sur la carrière | 69          | 9           | 10                    | 0                     | -                              | 2                              | 0                              | 12        | 0         | 93    | 9     |